# Protiteroristična enota Lučko
Protiteroristična enota Lučko je posebna policijska enota Republike Hrvaške v okviru posebnega oddelka policije Ministrstva za notranje zadeve, posebej usposobljena za obvladovanje kriznih razmer, ki predstavljajo veliko tveganje, zlasti v jarkih. 

## Zgodovina
Jedro ATJ Lučko so zastopali na novo izobraženi pripadniki hrvaških policistov na tečaju  Prvi hrvaški policist. 
Protiteroristična enota Lučko, ki je bila ustanovljena 7. septembra 1990 in v času njene ustanovitve, je bila prva organizirana enota hrvaške države, ki je lahko v tistem trenutku nasprotovala agresorju Republiki Hrvaški. 
ATJ Lučko je najbolj elitna posebna enota hrvaške policije in z Bojno za posebne operacije OSRH ena najbolj elitnih enot Republike Hrvaške. Ima okoli 130 članov, ki so posebej usposobljeni za reševanje situacij na letalih,plovilih in v potapljanju. 

## Pot v domovinski vojni
V obdobju 1990-1991 Enota izvaja vrsto nalog za vzpostavitev javnega reda in miru, katerega motijo uporni Srbi na Hrvaškem. Enota sodeluje v vrsti dejanj, kot je zaseg orožja iz nekdanje JNA ter oborožitev in usposabljanje enot, katera kasneje predstavljala osnovo za ustanovitev hrvaške vojske. Med drugim zavzema vojašnice v Delnicah, Samoborju, Dubokem Jarku, Dugem Selu, Prečku, poveljstvu V. letalskega zbora v Maksimiru blokira vojašnico "Maršal Tito" v Novem Zagrebu, letališče Zagreb, zasede vojaški emiter na Sljemenu in aretira generala JNA Aksentijevića. S svojim ognjenim krstom preide protiteroristična enota Lučko 1. marca 1991 v Pakrac . Kmalu zatem sledi Krvava velika noč v Plitvicah, Glini,na Topuskem, v Petrinji,v Dragotincih, v Pakrac-Okučanih, na letališču Pleso,v Dubici, Delnicah, Marincih, Dubrovniku, Cavtatu, Maslenici, Medačkem žepu, Daruvarju, Bučju, Požegi (Ivanovcu) in Petrova Gora  " Nevihta obroč "
Sedež te posebne enote je v Lučkem, v bližini Zagreba . 